# I'd Do Anything for Love (But I Won't Do That)
I'd Do Anything for Love (but I Won't Do That) är en balladlåt skriven och komponerad av Jim Steinman och sjungen av Meat Loaf. Den lanserades 1993 på Meat Loafs musikalbum Bat Out of Hell II: Back Into Hell. Låten är delvis en duett med sångerskan "Mrs. Loud", senare identifierad som Lorraine Crosby. Däremot var det inte Mrs Loud som var med i musikvideon utan modellen Dana Patrik. 
I låten sjunger han: Oh I would do anything for love!
But I won't do that, och enligt honom själv syftar han på det som tjejen sjunger i slutet: After a while you'll forget everything, Just a brief interlude, and a mid-summer night's fling,
Then you'll see that it's time to move on.
Detta svarar han på och säger att han skulle göra allt för kärleken men INTE vara otrogen eller krossa hennes hjärta. Ser man uppföljaren till denna låt, I'd lie for you så ser man samma modell men att det är hon som sedan är otrogen och gör allt det som hon sagt att han skulle göra.
Som singel blev låten nummer ett i 28 länder, först i Australien den 4 september 1993. Den var nummer ett i sju veckor i Storbritannien. Låten gav Meat Loaf en Grammy i kategorin Best Male Rock Vocal Performance.
Låtens musikvideo regisserades av Michael Bay och är baserad på Skönheten och odjuret.